# Чемпион мира (фильм, 1954)
«Чемпион мира» — киноповесть о пути молодого колхозного спортсмена, ставшего чемпионом мира.

## Сюжет
Молодой кузнец Илья Громов из колхоза «Белые ключи» завоёвывает звание чемпиона области по борьбе среди колхозников. Видя его успехи, власти решают перевести его в город. Напористый местный комсорг пытается договориться об организации тренировок Громова в колхозе. Чемпион мира 1932 года, ученик Поддубного, всесоюзный тренер Фёдор Бессонов становится свидетелем разговора комсорга с главой местной администрации и решает уделить часть времени тренировкам колхозников. Тем временем Громов приезжает в город, где начальство находит ему место работы. Бессонов недоволен этим решением. В ходе схватки мастер спорта Елисеев трижды бросает Громова на ковёр с первого же захвата. Раздосадованный Громов собирается уходить, но Бессонов останавливает и переубеждает его. 
Бессонов приезжает в «Белые ключи», где видит талантливых спортсменов среди местной молодёжи. После длительной всесторонней подготовки Громов одерживает победу на республиканских соревнованиях. Фёдор Бессонов готовит молодого спортсмена к всесоюзному чемпионату. В решающей схватке всесоюзного чемпионата Илья по очкам проигрывает 11-кратному чемпиону СССР, засл. мастеру спорта Кораблёву. В ответ на поздравления высокопоставленного спортивного чиновника, Кораблёв неожиданно  заявляет, что, несмотря на отсутствие опыта международных соревнований, на чемпионат мира должен ехать именно Илья Громов, поскольку Громов и есть сильнейший полутяжеловес страны. Кораблёв и Фёдор Иванович вместе тренируют Громова. Накануне отъезда происходит долгожданное объяснение Ильи с любимой им девушкой Настей. Счастливый и уверенный в успехе уезжает он вместе с командой за границу. В решающей схватке с опытным шведом Оле Ирсеном Илья Громов завоёвывает высокое звание чемпиона мира.

## В ролях
- Алексей Ванин — Илья Громов
- Василий Меркурьев — Фёдор Иванович Бессонов, тренер по борьбе
- Владимир Гуляев — Константин Ковалев
- Надежда Чередниченко — Настя
- Клавдия Хабарова — Клава
- Муза Крепкогорская — Зина
- Анатолий Соловьёв — Николай Кораблёв
- Владимир Марута — Трофим Ильич
- Иван Рыжов — Козырев, председатель колхоза «Заря»
- Георгий Светлани — пожилой колхозник[1]

В эпизодах:
- Борис Терентьев
- Николай Комиссаров
- Владимир Володин — Привалов
- Роман Филиппов — борец (нет в титрах)
- Анатолий Васютинский — Сережа Одинцов
- Ратмир Васютинский — Гриша Одинцов
- Дмитрий Кара-Дмитриев — официант, бывший борец
- Валентина Телегина — тётя Поля
- Аркадий Цинман — репортёр (нет в титрах)
- Константин Михайлов — комментатор и корреспондент
- Вячеслав Гостинский — журналист
- Клавдия Козленкова — девушка на стадионе
- Виталий Белоглазов - Олле Ингрэм
- Алексей Петроченко - Михаил Михайлович, спортивный начальник[1]

## Съёмочная группа
- Сценаристы: Валентин Ежов, Василий Соловьёв
- Режиссёр: Владимир Гончуков[1]
- Оператор: Георгий Гарибян
- Композитор: Василий Соловьев-Седой
- Художник: Борис Дуленков
- Текст песен: Михаил Светлов
- Звукооператор: Леон Канн

## Дополнительные факты
- Прокат (1955, 12 место) — 28,21 млн зрителей[2].

## Технические данные
- Чёрно-белый
- Звуковой
- 9 частей
- 2350 метров